# Montigny-la-Resle
Montigny-la-Resle è un comune francese di 626 abitanti situato nel dipartimento della Yonne nella regione della Borgogna-Franca Contea.

## Società

### Evoluzione demografica
Abitanti censiti